# 维也纳新年夜音乐会
维也纳新年夜音乐会是维也纳新年音乐会的一部分，通常在每年的12月31日晚19:30在维也纳金色大厅举行。其节目与在1月1日举行的维也纳新年音乐会（或称为元旦音乐会）完全一样，但是票价便宜很多。在12月29日——12月30日晚通常还会有一次排练，但是一般不对外开放。